# Пеулешть (Хунедоара)
Пеулешть, Пеулешті (рум. Păulești) — село у повіті Хунедоара в Румунії. Входить до складу комуни Булзештій-де-Сус.
Село розташоване на відстані 331 км на північний захід від Бухареста, 48 км на північ від Деви, 82 км на південний захід від Клуж-Напоки, 133 км на північний схід від Тімішоари.

## Населення
За даними перепису населення 2002 року у селі проживали 75 осіб, усі — румуни. Усі жителі села рідною мовою назвали румунську.